# Sutton (Massachusetts)
Sutton – miejscowość w Stanach Zjednoczonych, w stanie Massachusetts, w hrabstwie Worcester.

## Usługi publiczne
Usługi publiczne w Sutton obejmują wydziały policji, straży pożarnej i autostrad. Departament Policji mieści się przy 4 Uxbridge Road. Obecnie przy Putnam Hill Road budowany jest nowy posterunek policji. Straż pożarna ma trzy posterunki, jedną w centrum miasta, jedną w wiosce Wilkinsonville i jedną w wiosce Manchaug. Departament Autostrad Sutton znajduje się przy 25 Pleasant Valley Road.

## Biblioteka
Sutton Free Library została założona w 1876 roku.